# جانیس پلوسکی
جانیس پلوسکی (انگلیسی: Jannis Pellowski؛ زادهٔ ۱۵ ژوئن ۱۹۹۲) بازیکن فوتبال اهل آلمان است.
از باشگاه‌هایی که در آن بازی کرده‌است می‌توان به باشگاه فوتبال اف‌اس‌وی فرانکفورت اشاره کرد.